# 刘子贤
刘子贤（1964年9月27日—2018年9月30日），男，马来西亚彭亨文冬人士，前ntv7华语新闻主播，马来西亚佛教法师，法号释宗华。

## 生平
刘子贤是于1994年3月至1995年12月加入马来西亚国营电视台第5频道工作组，担任电视连续剧、电视及电台广告配音员。2002年，刘子贤正在马来亚大学修读硕士学位时，被ntv7录取成为华语新闻主播，之后在2003年6月至2005年9月担任时事节目《Siasat追踪档案》和2003年4月至2005年4月担任电台主持人 ，其表现受人注目，成为他事业的高峰期和亮丽的时刻。
2003年12月初，刘子贤被证实患上生殖细胞瘤后，于2003年12月16日至2004年3月15日接受肿瘤治疗（化疗），成为他生命的转捩点。刘子贤在接受治疗时开始思考人生和思索生命的意义，并遁入佛门追寻生命的价值和反思。
刘子贤在经过3个月的治疗康复后积极钻研营养与饮食学科。2005年，刘子贤在持续服用营养保健品中，与嘉康利Shaklee传销事业结缘，成为他事业的转捩点。刘子贤曾与保健品公司经理说过三个不要：「不要叫我吃保健品，不要叫我辞职新闻主播，不要叫我做传销」。但之后持续服用该公司的产品后，使他的想法产生转变，并渐渐淡出媒体与娱乐界。
2005年9月，刘子贤选择辞职ntv7新闻主播职位，加入保健品传销行列，并在加入9个月后晋升成为保健品公司的董事之一，成为他第二个事业的高峰期。并积极向民众分享其抗癌经历，透过营养学的专业知识，在全马来西亚各地展开激励课程、身心灵讲座会和生命分享会等演讲。
2008年，刘子贤在第一次参加佛教短期出家中，心里产出了想出家的念头，但当时其传销事业正值高峰期，使他无法放弃。2014年，他参加第二次短期出家后，使他产生精进学佛回报众生恩的执念，想出家的意愿也愈加强烈。
2016年，刘子贤因出家的时机成熟后向文冬法炬山开山宗长法师表示要出家。但3天后他颈脖长了一粒瘤，使他决定去医院检查，但当天器材出状况发生故障，无法进行检查。刘子贤对此认为：“我看来是业障深重，想出家就面对考验，但我并无太多恐惧，人皆有一死，是恶性还是良性，我不会太担心！”在一切安排妥当后，刘子贤正式走上出家之路。
2017年9月23日，刘子贤在彭亨文冬第一丛林剃度落髮出家，成为佛教慧海大和尚之大弟子，赐予法号释宗华，成为他人生第3次转捩点。他的个人面子书简介写道：「从此刻到我的最后一口气，要好好发挥宇宙恩赐的天赋，活出最精彩的人生！圆满自己这一辈子的使命，也提升有缘的众生。」刘子贤之后成为马来西亚佛教大学玄奘研究院主任，并经常到处主持弘法讲座和佛学生活营活动。
2018年9月30日，刘子贤因癌症病逝，享年54岁。